# Bunclody
Bunclody is een plaats in het Ierse graafschap Wexford. De plaats ligt aan de Slaney.